# Emil Winkler
Pour les articles homonymes, voir Winkler.
Emil Winkler (né le 18 avril 1835 à Torgau - mort le 27 août 1888 à Berlin) est un ingénieur allemand qui mit au point une méthode de calcul des voies ferrées devenue classique.

## Biographie
Winkler perdit jeune son père (qui s'était suicidé par arme à feu) et dut adolescent gagner sa vie comme apprenti-maçon. Il parvint cependant à finir ses études au collège de sa ville natale, et s'inscrivit à l'université technique de Dresde où il étudia le calcul des structures. Peu de temps après sa licence, il publia un article sur les arcs élastiques.
Il soutint sa thèse de doctorat (consacrée au calcul des murs de soutènement) à l'université de Leipzig en 1860 et fut recruté comme chargé de cours à l'Université technique de Dresde à partir de 1860. Il obtint la responsabilité du cours de construction des ponts en 1863.
En 1865, il fut recruté à l'université de Prague pour y enseigner la construction des ponts et des voies ferrées, et publia deux ans plus tard un cours de résistance des matériaux. En 1868, il fut élu professeur à l'université de Vienne. Au milieu des années 1870, la Bau Akademie de Berlin cherchait à adapter son enseignement aux nouvelles techniques et aux nouveaux matériaux de construction : aussi invita-t-elle Winkler comme professeur, lequel y enseigna la plupart des domaines du génie civil, de la construction des ponts aux tunnels en passant par les problèmes de fondation. Il mit en œuvre plusieurs expériences sur modèles réduits en caoutchouc pour déterminer le mode d'action de chargements bi- et tri-dimensionnels.
Winkler succomba à une crise cardiaque alors qu'il supervisait le chantier de sa maison à Berlin.

## Œuvres
Mais il est aujourd'hui essentiellement connu pour le modèle de calcul dit fondation de Winkler (en allemand "Winklersche Bettung"), qui permet d'appréhender avec un bon degré d'approximation les déformations et les contraintes d'une poutre ou d'une plaque posée sur un sol. L'idée de Winkler est de substituer au sol une distribution continue de ressorts, ou appuis élastiques. Il mit au point cette méthode pour dimensionner la section des rails posés sur du ballast, une question d'actualité à l'époque où la voie ferrée était en plein essor. L'un des principaux sous-produits de la fondation de Winkler est la méthode dite du module de réaction, utilisée pour le calcul des écrans de soutènement souples et introduite en France au début des années 1960 par Ménard. La méthode du module de réaction est notamment recommandée sans réserve dans le Fascicule 62 Titre V du Cahier des clauses techniques générales.
Au cours de ses conférences devant l'Association des Architectes berlinois (1879-1880), il a énoncé un résultat fondamental sur les lignes de poussées dans les arcs élastiques, (théorème de Winkler).
Winkler s'illustra aussi dans la simplification et la standardisation des méthodes de calcul de cadres et portiques, et il est à ce titre l'un des pionniers de la méthode des lignes d'influence en résistance des matériaux.